# Bataille du Garigliano (1860)
Pour les articles homonymes, voir Bataille du Garigliano.
Guerres du Risorgimento : expédition des Mille
Batailles
- Calatafimi
- Palerme
- Milazzo
- Reggio
- Castelfidardo
- Caiazzo
- Volturno
- Garigliano
- Gaète

La bataille du Garigliano du 29 octobre 1860 est une étape importante de l'affrontement entre le royaume de Sardaigne et le royaume des Deux-Siciles. Elle a lieu quelques jours après le plébiscite du 21 octobre, à la suite de l'expédition des Mille.

## Situation diplomatique
Le 3 octobre 1860 Victor-Emmanuel II de Savoie, à la tête de l'armée piémontaise, se dirige vers le Royaume des Deux-Siciles sans déclaration de la guerre. Le  comte de Cavour justifie l'action par la nécessité de rétablir l'ordre dans le Sud en pleine révolution dans les Abruzzes, la Molise et les  Pouilles. Il y a de violents affrontements entre les représentants libéraux qui ont formé des gouvernements provisoires, le premier dans la  Basilicate par Giacinto Albini, le 18 août, et les réactionnaires, forts du soutien populaire et des troupes irrégulières sous les ordres du colonel prussien Theodor Friedrich Klitsche de la Grange (de).
Par réaction les  royaumes d'Espagne et de Russie rompent les relations diplomatiques avec le Royaume de Sardaigne, tandis que l'Autriche envoie ses troupes vers le Mincio. La France n'émet pas de déclarations hostiles, mais rappelle son ambassadeur. La reine Victoria et John Russel convainquent la Prusse de ne pas entraver le processus d'unification italienne en cours. L’Autriche ainsi isolée, n'intervient pas,,.
Le 12 octobre Victor-Emmanuel II traverse la frontière qui sépare les États pontificaux et le Royaume des Deux-Siciles qui est délimitée par le fleuve Tronto. Le vice-amiral français Lebarbier de Tinan, pro-Bourbon, communique à François II que par sa présence il protègerait la côte tyrrhénienne de Gaète à Garigliano au préjudice des navires de guerre piémontais qui a incorporé les navires du désormais agonisant royaume des Deux-Siciles.

## La bataille du Garigliano
Le 19 octobre, le général Giosuè Ritucci décide de retirer les troupes bourboniennes de son commandement du Volturno pour le Garigliano, craignant l'avance des troupes piémontaises dans les Abruzzes et en laissant définitivement Naples aux garibaldiens. Le 20 octobre, le premier choc avec l'armée piémontaise dirigée par le général Enrico Cialdini a lieu. Le général Luigi Douglas Scotti (it) est battu, laissant à découvert l'armée de Ritucci qui est contraint d'ordonner la retraite générale, laissant seulement un millier d'hommes à Capoue.
Ritucci se refuse à toute nouvelle opération indispensable à une reprise en main de la situation. Le 26 octobre, depuis Gaète, François II lui retire son commandement, en le remplaçant par le général Giovanni Salzano qui avait dirigé la défense de la forteresse de Capoue. Le nouveau commandant décide que l'unique chose possible est de placer une ligne défensive sur le fleuve Garigliano. Il propose comme alternative une guérilla depuis les montagnes, comme celle menée contre Napoléon en 1799, mais le roi le décourage comptant sur l'appui naval de Lebarbier.
Le 26 octobre, Cialdini tente d'attaquer près de Sessa mais il est contraint de se retirer, ainsi Salzano réussit à déployer ses troupes sur le fleuve Garigliano.
Salzano fait creuser des tranchées près du fleuve, place l'artillerie et fait détruire les ponts et les bateaux sur le Garigliano et sur la Liri à Pontecorvo et Sant'Apollinare de façon à bloquer un éventuel contournement par l'Est. Le point central du déploiement est le pont royal Ferdinand près de Minturno. À l'Ouest les bourboniens bénéficient de la mer et sont protégés par Lebarbier, qui ne permet pas, par sa présence l'action de la flotte piémontaise dirigée par l'amiral Carlo Pellion di Persano.
Le 27 octobre, le roi François II avec Salzano passent en revue les troupes : Le moral est bon malgré la situation. Le déploiement est mené par maréchal Filippo Colonna.
Le 29 octobre, l'attaque piémontaise débute avec trois colonnes d'infanterie et cinq escadrons de cavaliers qui avancent vers le pont. La tête sud du pont est tenue par des chasseurs bourboniens équipés de carabines qui contiennent l'assaut pendant une heure puis se retirent après avoir enlevé les traverses du pont. Les bersagliers tentent alors par trois fois  de passer sur les poutres du pont sous le feu de l'artillerie du général Matteo Negri, qui est mortellement blessé pendant la bataille. Sous le commandement du général Barbalonga, les chasseurs bourboniens attaquent par la gauche les bersagliers qui subissent des pertes importantes et quarante d'entre eux sont faits prisonniers.
Sous la pression diplomatiques, Napoléon III ordonne à l'amiral Lebarbier de protéger par sa présence uniquement Gaète, où François II s'est réfugié. Dans la nuit du 1er au 2 novembre, Persano rejoint l'embouchure du Garigliano et fait bombarder les bourboniens dans la matinée, François II, dans l'impossibilité de riposter, ordonne la retraite.
Le commandement bourbonien décide de déployer les troupes à Mola di Gaeta. Le soir même, une division de grenadiers de Sardaigne passe le fleuve après avoir mis en place  un ponton de barques et décime deux compagnies du 6e chasseurs commandées par le capitaine Domenico Bozzelli, qui ne se rend pas.
La guerre prend fin avec la victoire après la victoire définitive du Piémont lors du siège de Gaète qui débute le 5 novembre et se termine le 13 février 1861.

## Note
1. ↑  « Regno delle Due Sicilie - ultimo atto » (consulté le 12 août 2011)
2. ↑  « Il problema della sicurezza ed il riconoscimento internazionale del Regno d’Italia » (consulté le 12 août 2011)
3. ↑  « La costruzione dello Stato e i nuovi indirizzi politici, Il difficile riconoscimento diplomatico » (consulté le 12 août 2011)

## Sources
- (it) Cet article est partiellement ou en totalité issu de l’article de Wikipédia en italien intitulé « Battaglia del Garigliano » (voir la liste des auteurs).